# Erasmus (Name)
Erasmus (von altgriechisch ἐράσμιος erásmios) oder oft auch Rasmus ist ein vor allem in den Niederlanden, Dänemark, Finnland,  Norwegen, Schweden und auf den Färöern verbreiteter männlicher Vorname und selten ein Familienname.

## Bedeutung
Der aus dem Griechischen stammende Name bedeutet in etwa „der Liebenswürdige“.

## Varianten
- Asmus
- Rasmus

## Namenstag
24. Oktober (Estland und Finnland), 26. Oktober (Schweden).

## Namensträger

### Vorname
- Erasmus von Antiochia (≈240–303), Bischof und Märtyrer

- Erasmus Alber (≈1500–1553), deutscher Theologe, Reformator und Dichter
- Erasmus Bartholin (1625–1698), dänischer Wissenschaftler
- Erasmus Behm (1939–2007), deutscher Internist und Pharmazeut
- Erasmus Bielfeldt (1682–1753), deutscher Orgelbauer
- Erasmus Darwin (1731–1802), britischer Dichter, Arzt und Wissenschaftler
- Erasmus Ebner (1511–1577), deutscher Diplomat, Gelehrter und Staatsmann
- Erasmus Finx (1627–1694), deutscher Polyhistor und Autor
- Erasmus Flock (1514–1568), deutscher Mathematiker, Astronom, Dichter und Mediziner
- Erasmus Fröhlich (1700–1758), österreichischer Jesuit, Historiker, Bibliothekar und Numismatiker
- Erasmus Grasser (1450–1518), deutscher Bildhauer
- Erasmus Ludwig Friedrich von der Groeben (1744–1799), preußischer Generalmajor und Gesandter in Sankt Petersburg
- Erasmus Habermehl (≈1538–1606), deutscher Uhrmacher
- Erasmus von Handel (1860–1928), österreichischer Beamter und Politiker
- Erasmus Herold (* 1969), deutscher Schriftsteller
- Erasmus von Jakimow (1918–1944), deutscher Maler und Autor
- Erasmus Jonas (1929–1986), deutscher Schriftsteller und Historiker
- Erasmus Kern (1592 – n. 1650), österreichischer Bildhauer und Bildschnitzer
- Erasmus Kittler (1852–1929), deutscher Physiker
- Erasmus Lapicida (≈1450–1547), niederländischer Komponist, Sänger und Theologe
- Erasmus von Luegg († 1484), Raubritter
- Erasmus von Manteuffel-Arnhausen (1480–1544), deutscher Geistlicher, Bischof von Cammin
- Erasmus Neustetter genannt Stürmer (1523–1594), deutscher Theologe, Humanist und Mäzen
- Erasmus Quellinus I. (≈1584–1640), flämischer Bildhauer
- Erasmus Reinhold (1511–1553), deutscher Astronom und Mathematiker
- Erasmus Ritter (≈1481–1546), deutsch-schweizerischer Theologe und Reformator
- Erasmus Ritter (1726–1805), Schweizer Architekt und Altertumsforscher
- Erasmus von Rotterdam (1466–1536), niederländischer Humanist
- Erasmus Rückgauer (1844–1907), deutscher Bauunternehmer
- Erasmus Sarcerius (1501–1559), deutscher Theologe und Reformator
- Erasmus Sartorius (1577–1637), deutscher Komponist, Organist, Musikschriftsteller und Poet
- Erasmus Schenk von Limpurg (1507–1568), deutscher Geistlicher, Bischof von Straßburg
- Erasmus Schmidt (1570–1637), deutscher Philologe und Mathematiker
- Erasmus Schöfer (1931–2022), deutscher Schriftsteller
- Erasmus Oswald Schreckenfuchs (1511–1575), deutscher Mathematiker, Astronom, Rhetoriker, Humanist und Hebraist
- Erasmus Schüller (1861–1890), deutscher Architekt
- Erasmus Seidel (1594–1655), deutscher Jurist und Staatsmann
- Erasmus Spiegel (≈1475/80–1551), deutscher Hofmarschall
- Erasmus Stella (eigentlich Johannes Stüler; 1460–1521), deutscher Arzt, Politiker und Historiker
- Erasmus Ungebaur (1582–1659), deutscher Rechtswissenschaftler
- Erasmus Unruh (1576–1628), deutscher Rechtswissenschaftler
- Erasmus Widmann (1572–1634), deutscher Organist und Komponist

### Familienname
- Ashley Erasmus (* 2005), südafrikanische Leichtathletin
- Emile Erasmus (* 1992), südafrikanischer Leichtathlet
- Gerhard Erasmus (* 1995), namibischer Cricketspieler
- Jean Erasmus (* 1991), namibischer Tennisspieler
- Johann Friedrich Erasmus (1723–1777), deutscher Mediziner
- Julius Erasmus (1895–1971), der Totengräber von Vossenack
- Rassie Erasmus (* 1972), südafrikanischer Rugbyspieler und -trainer
- Sonya Erasmus (* 1984), kanadische Biathletin